# بيرنت باتسكه
بيرنت باتسكه (بالألمانية: Bernd Patzke)‏ (مواليد 14 مارس 1943) هو لاعب كرة قدم. يلعب مع منتخب ألمانيا الغربية لكرة القدم. سبق له أن لعب في كأس العالم لكرة القدم مع منتخب بلاده.

## روابط خارجية
- بيرنت باتسكه على موقع الاتحاد الدولي (مؤرشف)  (الإنجليزية)
- بيرنت باتسكه على موقع قاعدة بيانات كرة القدم.إي يو (الإنجليزية)
- بيرنت باتسكه على موقع بيانات كرة القدم. دي إي (الألمانية)
- بيرنت باتسكه على موقع ناشيونال فوتبول تيمز (الإنجليزية)
- بيرنت باتسكه على موقع عالم كرة القدم.نت (الإنجليزية)